# Општина Аполду де Жос (Сибињ)
Аполду де Жос (рум. Apoldu de Jos) општина је у Румунији у округу Сибињ.
Oпштина се налази на надморској висини од 345 m.